# 塞切尼·貝拉
上沙爾堡伯爵塞切尼·貝拉·伊什特萬·馬里亞（匈牙利語：Gróf sárvár-felsővidéki Széchenyi Béla István Mária，1837年2月3日—1918年12月2日），漢化姓名攝政義，匈牙利貴族、政治家、旅行家。
塞切尼·貝拉出生於匈牙利的佩斯，是政治家塞切尼·伊什特万之子。在匈牙利完成學業後，往柏林和波恩學習了政治學和法律。1861年當選肖普朗縣議員。1862年，跟隨卡羅伊·久洛伯爵前往北美洲，寫下了《美洲之旅》一書。隨後，他游歷了法國、英國和巴爾幹地區。1865年再次當選議員。1867年至1870年，他在阿爾及利亞組織了三次狩獵獅子的探險。1874年，參與對費爾特-洪沙格地區的發掘工作。
1877年12月4日，與地質學家勒齐·拉约什、測繪師古斯塔夫·克赖特尔、語言學家巴林特·加博尔一起前往中亞，尋找馬扎爾人（匈牙利主體民族）的發源地。巴林特·加博尔不久後就因病回國了。此次旅行塞切尼與其他兩人游歷了中亞、印度、爪哇、婆羅洲、日本、大清西部（包括西部蒙古、藏區東部、漢地西部）等地。塞切尼也是第一個研究中爪哇地區、婆羅洲、日本、大清南部以及印度支那火山地區的人物。
在大清旅行期間，塞切尼拜會過李鴻章、左宗棠等官員，並參觀了敦煌的千佛洞。之後他們來到青藏高原的安多地區考察，勒齐·拉约什成為了第一個記錄這裏地貌學、地層學和古生物學的科學家，塞切尼則記錄了安多藏語。在康區的漢藏邊境地帶，他們受到藏人的阻撓，沒能進入西藏，只得改道雲南前往暹羅，後來途經緬甸、印度返回歐洲。
1880年回國後，塞切尼成為匈牙利科學院名譽院士。1896年被授予羅蘭大學榮譽博士學位。1897年成為王家秘密顧問。1901年成為國防軍王冠衛士。1918年於布達佩斯去世。

## 著作
- 《美洲之旅》（Amerikai utam），匈牙利文，1863年於佩斯出版。
- 《塞切尼·貝拉伯爵東亞之行（1877-1880）的科學成果》（Gróf Széchenyi Béla keletázsiai utazásának (1877-1880) tudományos eredményei），匈牙利文，共三冊，與勒齐·拉约什、古斯塔夫·克赖特尔合撰，1890年至1897年期間於布達佩斯出版。[6]
  - 德語譯本：《塞切尼·貝拉伯爵東亞之行（1877-1880）的科學成果：基于1890年出版的匈牙利文原著》（Die wissenschaftlichen Ergebnisse der Reise des Grafen Béla Széchenyi in Ostasien 1877-1880: Nach dem im Jahre 1890 erschienenen ungarischen Original），1893年於維也納出版。